# Elektrownia Rożnów
Elektrownia Rożnów – zbudowana w latach 1935–1941 zapora i elektrownia wodna na Dunajcu w miejscowości Rożnów.

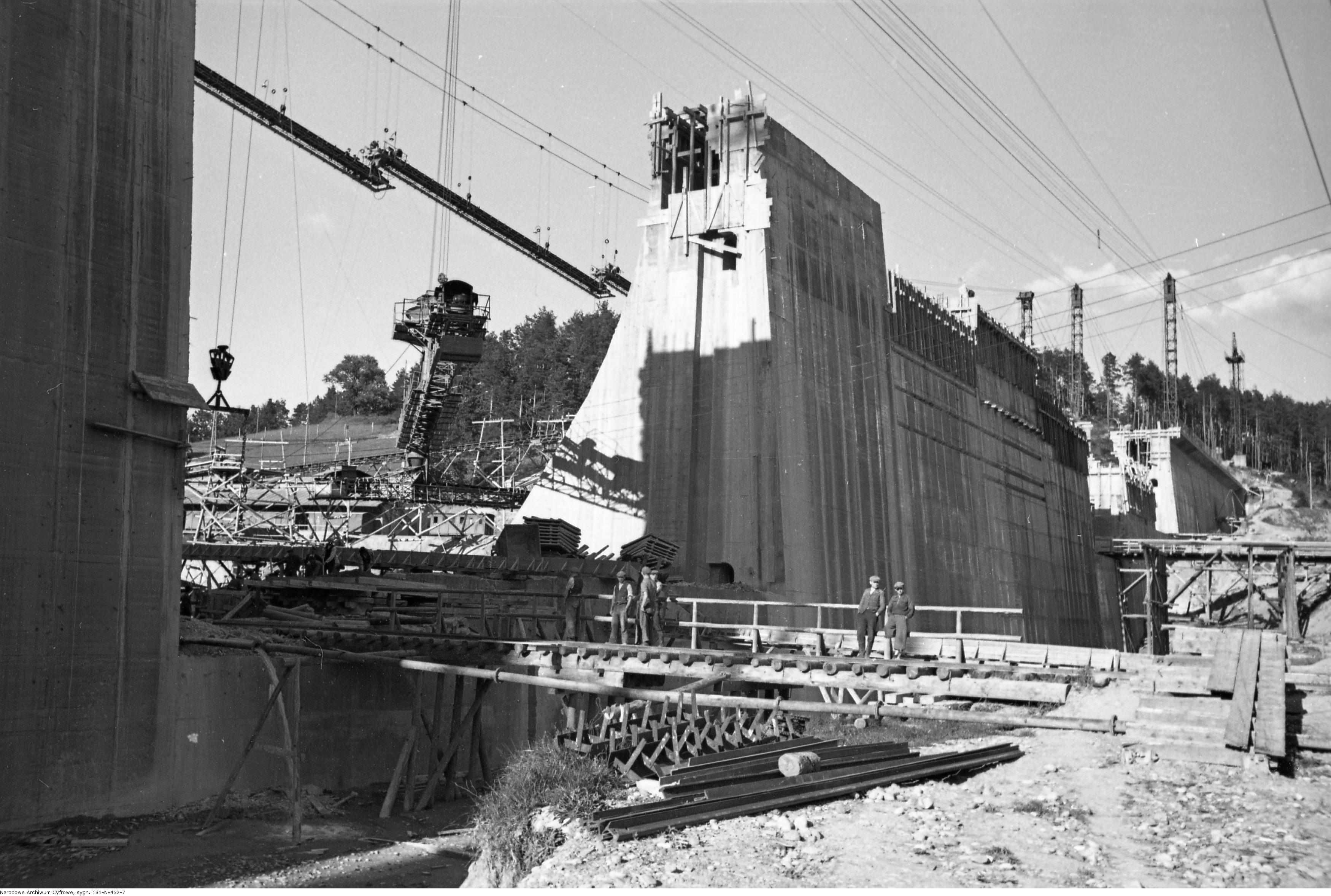
Budowa zapory wodnej w Rożnowie (1939)

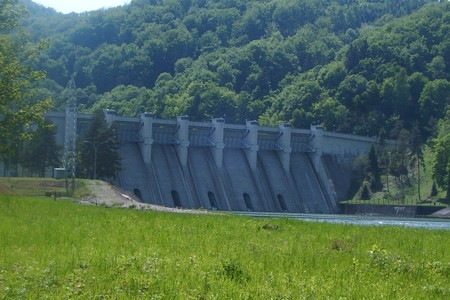
Zapora w Rożnowie

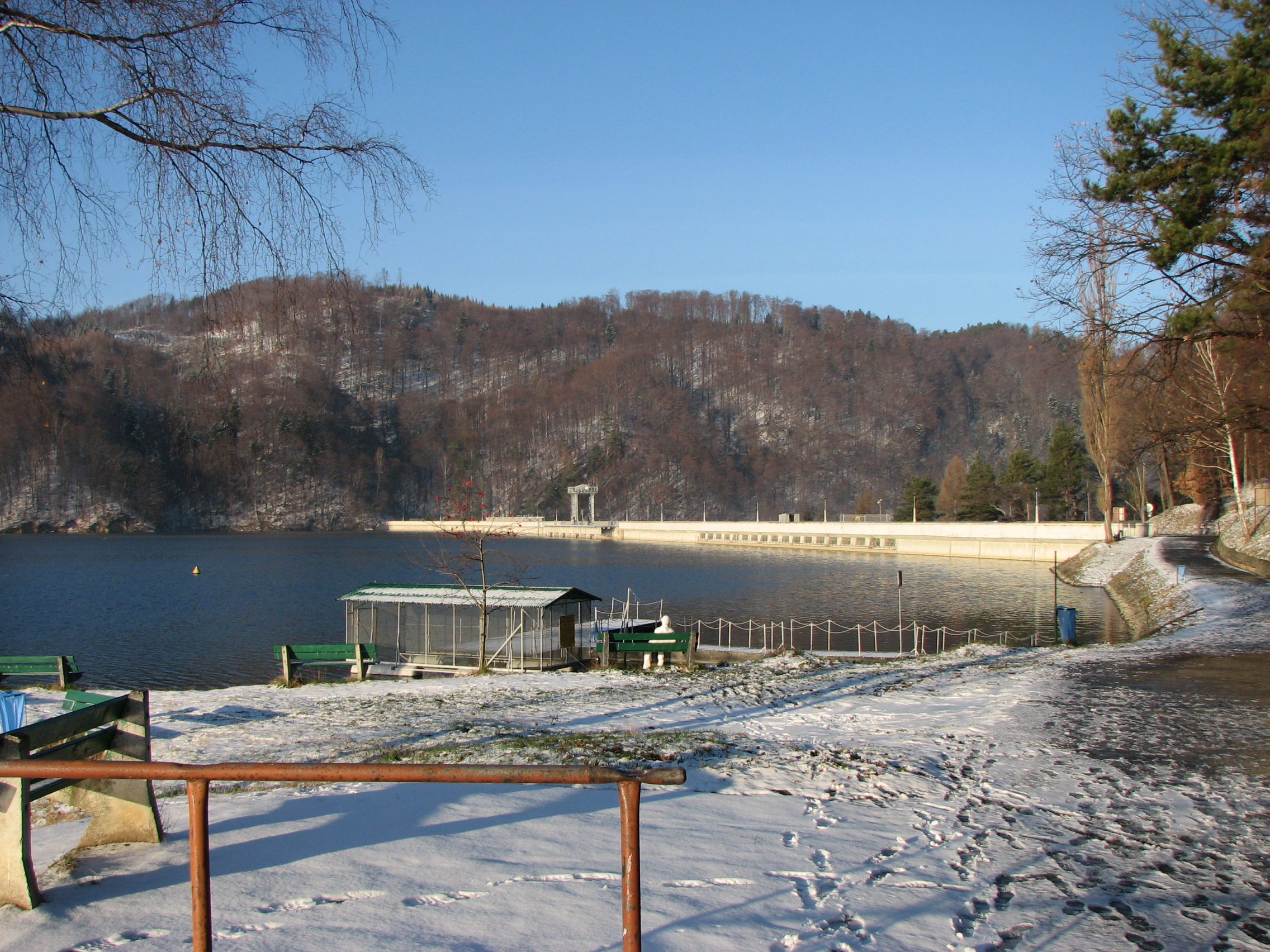
Widok na zaporę wodną w Rożnowie, dalej – Ostra Góra płn.

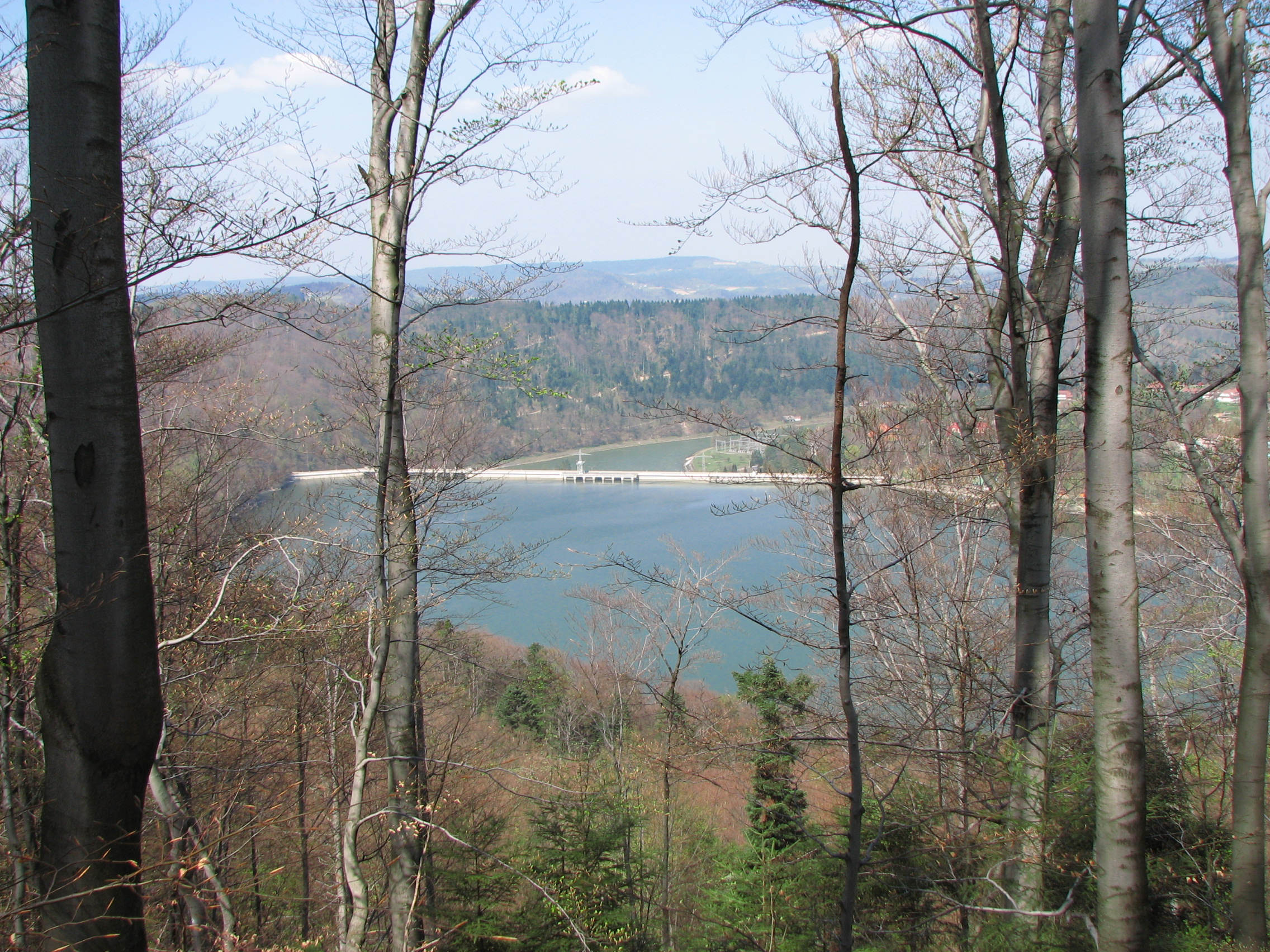
Widok na zaporę wodną w Rożnowie z Ostrej Góry

## Historia
O ujarzmieniu powodującego groźne powodzie Dunajca zaczęto myśleć pod koniec I wojny światowej. Inicjatorem budowy zapory, autorem pierwszego projektu oraz stałym konsultantem w czasie studiów projektowych i budowy zapory był prof. Karol Pomianowski. Realizacja jego projektu, opracowanego w latach 1920–1930, była ze względu na panujący kryzys gospodarczy odkładana do lipca 1934 r. Powódź, jaka miała miejsce 18 lipca 1934 roku na Dunajcu (zob. powódź w Polsce w 1934), przyspieszyła podjęcie decyzji o rozpoczęciu budowy zbiornika retencyjnego. Ostateczny projekt zapory na podstawie pracy prof. Pomianowskiego przygotowało Biuro Dróg Wodnych Ministerstwa Komunikacji. Realizację inwestycji powierzono początkowo inż. Ziemowitowi Śliwińskiemu. Prace budowlane zaczęto w czerwcu 1935 r., a ukończono w 1941 r., w czasie okupacji niemieckiej. Zapora stanęła w poprzek „pętli rożnowskiej”, w dolinie, w której meandrowała rzeka. Napełnianie zbiornika rozpoczęto w drugiej połowie 1941 r. Całkowite wypełnienie nastąpiło w 1943 r. po wiosennych i letnich wezbraniach.
Miejsce budowy wybrano w najwęższym miejscu pogórskiego przełomu Dunajca we wsi Rożnów, pomiędzy cyplem góry Łazy (323 m n.p.m.), nazywanym również Łaziska, a stromym, zalesionym, wygiętym na kształt podkowy szczytem północnym Ostrej Góry (459 m n.p.m.).
Zapora ma 550 m długości, jej szerokość w koronie wynosi 9 m, a wysokość 32,5 m. Stały przepływ wody wykorzystano do uruchomienia czteroturbinowej elektrowni wodnej, wbudowanej w środek zapory. Betonowy mur o szerokości ok. 40 m stoi na fundamencie wpuszczonym 17 m w podłoże. We wschodniej części zapory znajdują się przepławki (system stopniowych basenów) dla ryb wędrujących w górę rzeki na doroczne tarło. W zachodniej części znajduje się siedem przelewów (w górnej części) i pięć upustów (w dolnej części) dla wysokiej wody.
W wyniku spiętrzenia wody przez zaporę powstało Jezioro Rożnowskie. Przed II wojną światową elektrownia była elementem Centralnego Okręgu Przemysłowego. Uruchomienie elektrowni spowodowało powstanie nadwyżek mocy, znacznie przekraczających lokalne zapotrzebowanie. Nadwyżki te postanowiono przesyłać w rejon Warszawy i Radomia. W 1942 roku zakończono budowę i oddano do eksploatacji dwutorową linię elektroenergetyczną Rożnów – Tarnów Mościce – Starachowice – Warszawa, o napięciu 150 kV. Warszawską stację transformatorową 150/35 kV zlokalizowano w pobliżu miejscowości Szamoty (obecnie na terenie dawnych zakładów mechanicznych Ursus). Układ przesyłowy Rożnów – Szamoty pracował do 1944 roku.
Obecnie elektrownia Rożnów jest jedną z sześciu elektrowni wchodzących w skład Zespołu Elektrowni Wodnych Rożnów. Pozostałe to Elektrownia Czchów, Elektrownia Przewóz, Elektrownia Dąbie, Elektrownia Olcza i Elektrownia Kuźnice.

## Dane

### Elektrownia
- moc osiągalna – 56 MW (4 × 14 MW)
- moc znamionowa – 50 MW (4 × 12,5 MW)
- roczna produkcja energii elektrycznej: ok. 125 mln kWh
- 4 hydrozespoły
- spad wody: 29 m
- przepływ wody: 240 m³/s

### Zapora betonowa ciężka
- wysokość 32,5 m
- długość: 550 m
- przelewy górne: 7
- upusty dolne: 5
- kubatura: 450 000 m³

### Jezioro
- powierzchnia: 1600 ha
- długość: 22 km
- maksymalna głębokość: 25–30 m
- wysokość lustra wody przy średnim stanie wody: 265 m n.p.m.
- pojemność całkowita ok. 165 mln m³

## Kontakt
- Zespół Elektrowni Wodnych „Rożnów” Sp. z o.o.; 33-316 Rożnów 433.
- zewroz@ns.onet.pl Sekretariat ZEW „Rożnów” Sp. z o.o.